# بيبي خانوم استارابادي
بيبي خانوم (خاتون) استارابادي (1858/9–1921) كانت كاتبة وساخرة إيرانية شهيرة وإحدى الشخصيات الرائدة في الحركة النسوية الإيرانية. ولدت بيبي خاتون أستاربادي لعائلة محمد باقر خان أستارابادي الذي كان أحد الرجال البارزين في استاراباد (غورغان حالياً) وخديجة خانم والمعروفة باسم ملا باخي (ملاباجی) والتي كانت واحدة من (وصيفات السلطانة المجيدة) زوجة ناصر الدين شاه قاجار، ويشير المصطلح «الملا باجي» إلى أنها يجب أن تكون متعلمة ومسؤولة عن ما هو أكثر من الأعمال المنزلية اليومية لقصر الشاه، كانت فعلياً مسؤولة أيضاً عن تعليم الأطفال في قصر ناصر الدين شاه.
تزوجت بيبي خاتون في سن ال 22 من موسى خان فازيري الذي كان مسؤولاً بارزاً في لواء القوزاق الفارسي ورزقا بسبعة أطفال، كان أبرزهم العقيد علي نقي وزيري (أستاذ موسيقى وملحن وعازف شهير يعزف على آلة «التار» ومؤسس أكاديمية الموسيقى الإيرانية وكذلك الأوركسترا الوطنية الإيرانية)، وحسن وزيري والذي كان رسام فني، بالإضافة للدكتور ماه-لاغا ملاح مؤسس ومدير «جمعية المرأة ضد التلوث البيئي» (التي تأسست عام 1992 لتثقيف الأطفال والأمهات وكذلك مسؤولي الدولة حول مخاطر التلوث البيئي) والذي كان ابن بنتها.
كانت بيبي خاتون إحدى الشخصيات المؤثرة في الثورة الدستورية الإيرانية في أواخر القرن التاسع عشر وأوائل القرن العشرين حيث أسست أول مدرسة للبنات في التاريخ الحديث لإيران (وأسمتها مدرسة البنات الابتدائية) وكتبت مقالات عديدة في الدفاع عن حق الفتيات في الحصول على التعليم العام، وظهرت مقالاتها في صحف مثل (الحضارة) والحبل المتين و (البرلمان).
تشتهر بيبي خاتون بكتابها معايب الرجال (إخفاقات الرجال الذي كان بمثابة رد نقدي لكتيب «تأديب النساء» والذي كُتب من قبل مؤلف مجهول الاسم، نُشر كتاب معايب الرجال في عام 1895، أي قبل أحد عشر عاماً من إقرار نظام الحكم الدستوري الإيراني الذي قُرّر في عام 1906 بموجب مرسوم مظفر الدين شاه قاجار. ويعتبر هذا الكتاب الإعلان الأول لحقوق المرأة في تاريخ إيران الحديث.

## مدرسة البنات
أسستها بيبي خاتون في عام 1907 ضمن منزلها السكني في طهران، وارتاد المدرسة كل من الفتيات الصغيرات وأمهاتهن وكذلك الجدات أيضاً!، حيث كان الأمر بالنسبة لبعض الجدّات فرصة فريدة من نوعها للحصول على التعليم رسمياً ولأول مرة في حياتهن، كانت المدرسة مجهزة بالمرافق التي نعتبر وجودها اليوم أمراً مفروغاً منه (مثل المقاعد والكراسي)، ولكن مع ذلك ينبغي أن نأخذ بعين الاعتبار أن هذه الأشياء كانت جزءاً من منزل بيبي خاتون وليست جزءاً من منشأة تعليمية مبنية ومؤسسة للغرض التعليمي. ويدل هذا الأمر بوضوح على تفاني بيبي خاتون وإخلاصها لقضية تعليم المرأة في إيران.
تضمنت الموضوعات التي تم تدريسها في هذه المدرسة على سبيل المثال لا الحصر: اللغة العربية والحساب والطهي والجغرافيا والتاريخ والقانون والموسيقى والأدب الفارسي والدين، كما تجدر الإشارة أيضاً إلى أنه في عام 1936 أي بعد ثلاثين عاماً تقريباً من تأسيس مدرسة البنات تم ولأول مرة قبول 12 امرأة في جامعة طهران، واللائي التحقن بجميع الكليات. وفي نهاية القرن الحالي ووفقاً للبيانات الرسمية شغلت النساء 70% من مقاعد التعليم العالي، إلا أنه وووفقاً لمصدر البياناته ذاته لم تشغل النساء أكثر من 20% من وظائف الدكتوراه.
بقي الموقع التاريخي لمدرسة البنات قائماً بشكله الأصلي لمدة 22 عاماً تقريباً بعد وفاة بيبي خاتون في عام 1921، حتى تم بيعه في عام 1943 من قبل أفراد عائلة بيبي خاتون (مقابل 25000 تومان).
عن كتاب تأديب النساء
وفقاً لإبراهيم نبوي، يعتبر كتاب تأديب النساء والذي نُشر عام 1895 كتيباً صغيراً من تأليف أحد أمراء محكمة القاجار و«الذي كان من الواضح أنه يخاف زوجته بشدة لدرجة أنه لم تكن لديه الشجاعة لوضع اسمه على أنه هو المؤلف»(بمعنى آخر: مؤلف الكتاب هو أمير مجهول).
ملخص قصير للتوصيات الرئيسية في هذا الكتاب والتي تهدف إلى «التنوير والتهذيب» للمرأة والتي كانت كما يلي:
- المرأة كائن يشبه الطفل ويجب أن يتم تعليمه من قبل الرجل.
- إن نجاة المرأة مشروطة بطاعتها المطلقة لزوجها.
- يجب على المرأة ألّا تطلب شيء من زوجها، فالأمر متروك للزوج أن يقرر منح زوجته شيئاً أو لا.
- واجب المرأة في المنزل هو توفير الظروف المواتية لراحة زوجها وهدوئه.
- الهدف من الزواج هو إشباع رغبات الزوج الجنسية.
- تتعرض المرأة للإساءة في جميع الأوقات بشكل طبيعي، إلا في السرير.
- يجب ألّا تتحدث المرأة أثناء الوجبات.
- يجب على المرأة أن تمشي ببطء (مثل الشخص المريض).

احتوى كتاب معايب الرجال (1887) على هجاء لاذع، وهو يعتبر في الحقيقة رداً على العمل السابق الذي كان بعنوان «تأديب النساء» (والذي ترجم إلى الإنجليزية من قبل إي بويس ماثيرز في كتابه «الحب الشرقي» في المجلد الثالث في لندن عام 1904). حسب المعطيات، يبدو أن الكاتب المجهول لتأديب النساء هو أمير شوفيني والذي يتبع تقاليد القرون الوسطى التي لم يقبلها رجال الدين المسلمون الشيعة.
خاتون ردت على كتاب تأديب النساء بشكل ساخر وساخط في نفس الوقت حيث قالت «عبقري العالم! والكاتب الفريد من نوعه في عصرنا» يبدو مجرداً بشكل غريب من حواسه. «كان ينبغي عليه أن يصحح رذائله وعيوبه أولاً ثم يعطينا النصائح، من ليس له نصيب في الوجود،  كيف يمكن أن يلهم الحياة؟ ... إنه يعتبر نفسه» متغرباً«و» متحضراً«، لكنه في الحقيقة ليس حتى» نصف متحضر"، "كانت الإشارة من خاتون إلى أن المؤلف قد تم تغريبه تشير بوضوح إلى أنه يعتبر من ما يسمون بالمثقفين المتأثرين بالغرب.
وأضافت خاتون: «هل يعلم أن الأوروبيين يعاملون نساءهم كالزهور والنساء يتشاركن مع الرجال بحرية؟» مع أن الغريب في الموضوع أنه في ذلك الوقت كانت النساء يتمتعن بحقوق قليلة للغاية في الغرب مقارنة بما يتمتعون به في إيران، حيث تمكنت النساء في الغرب من المطالبة بحقوقهن بالميراث فقط وفي بعض أجزاء العالم الغربي فقط!، لاحقاً تم نشر هذين العملين في واشنطن في عام 1992 بواسطة حسن جوادي بعنوان «مقالتان قاجارتيان، عن الرجال والنساء: تأديب النساء ومعايب الرجال».

## رد بيبي خاتون: معايب الرجال
وفقاً لإبراهيم نبوي، يتكون معايب الرجال من جزئين رئيسيين، تستجيب بيبي خاتون في أحدهما مباشرةً لمحتويات تأديب النساء، وتصف في الجزء الآخر الظروف السائدة في التجمعات الاجتماعية للرجال في وقتها. وطبقاً لأسلوبها المعتاد في الكتابة فإن لهجة بيبي خاتون في هذا الكتاب تعتبر ساخرة.